# Carolina Rebellion
Carolina Rebellion war ein von 2011 bis 2018 ausgetragenes Rock- und Metal-Festival, das in verschiedenen Orten in North Carolina, USA ausgetragen wurde. Veranstaltet wurde das Festival von der Anschutz Entertainment Group sowie Danny Wimmer Presents. Das erste Festival fand 2011 auf dem Gelände der Metrolina Expo in Charlotte statt. Ein Jahr später wurde das Festival auf dem Rockingham Speedway in Rockingham ausgetragen. Die ersten beiden Veranstaltungen fanden jeweils an einem Tag statt. 2013 expandierte das Festival zu einer zweitägigen Veranstaltung, die mit dem Charlotte Motor Speedway in Concord ein neues zu Hause fand. Ab 2015 wurde das Festival über drei Tage ausgetragen.
Nachdem sich beide Veranstalter getrennt hatten, gründete Danny Wimmer Presets das Epicenter-Festival als Ersatz. Die Firma wurde daraufhin im November 2018 vom ehemaligen Partner Anschutz Entertainment Group verklagt.

## 2011
| Monster Carolina Stage                                                                                  | Monster Rebellion Stage                                                                               | Jägermeister Stage                                                   |
| --- | --- | -------------------------------------------------------------------- |
| - Avenged Sevenfold - Three Days Grace - Seether - Bullet for My Valentine - Skillet - Halestorm - Cavo | - Godsmack - Stone Sour - Theory of a Deadman - Alter Bridge - Hinder - Saving Abel - My Darkest Days | - Rev Theory - Black Stone Cherry - Pop Evil - Art of Dying - Drop D |

## 2012
| Monster Carolina Stage                                                                     | Monster Rebellion Stage                                                                                    | Jägermeister Stage                                               |
| ------------------------------------------------------------------------------------------ | --- | ---------------------------------------------------------------- |
| - Shinedown - Evanescence - Five Finger Death Punch - Chevelle - Halestorm - Paper Tongues | - Korn - Staind - Slash feat. Myles Kennedy & The Conspirators - Volbeat - Adelitas Way - Weaving the Fate | - P.O.D. - Redlight King - Red - New Medicine - Ghosts of August |

## 2013
| 4. Mai                                                                             | |                                               |
| Monster Energy Carolina Stage                                                      | Monster Energy Rebellion Stage                                                                             | Jägermeister Stage                            |
| - Alice in Chains - Deftones - Papa Roach - Halestorm - In This Moment - Otherwise | - Limp Bizkit - Three Days Grace - Bullet for My Valentine - Asking Alexandria - Sick Puppies - Young Guns | - Device - Aranda - MonstrO - 3 Quarters Dead |

| 5. Mai                                                                                          |                                                                               |                                                                             |
| Monster Energy Carolina Stage                                                                   | Monster Energy Rebellion Stage                                                | Jägermeister Stage                                                          |
| - Soundgarden 1 - Rise Against 1 - Volbeat 1 - Hollywood Undead - All That Remains - Nonpoint 1 | - Bush 1 - 3 Doors Down 1 - Buckcherry - Steel Panther - Sevendust - Pop Evil | - Escape the Fate - Red Line Chemistry - Heaven’s Basement - American Fangs |

## 2014
| 3. Mai                                                                         |                                                                           |                                                                        |
| Monster Energy Carolina Stage                                                  | Monster Energy Rebellion Stage                                            | Jägermeister Stage                                                     |
| - Avenged Sevenfold - Volbeat - Anthrax 2 - Black Label Society - Adelitas Way | - Rob Zombie - Seether - Killswitch Engage - Black Stone Cherry - Trivium | - Fozzy - Thousand Foot Krutch - Kyng - Devour the Day - Truckfighters |

| 4. Mai                                                                |                                                                         |                                                                            |
| Monster Energy Carolina Stage                                         | Monster Energy Rebellion Stage                                          | Jägermeister Stage                                                         |
| - Kid Rock - 311 - A Day to Remember - Theory of a Deadman - Hellyeah | - Five Finger Death Punch - Staind - Alter Bridge - Fuel - Nothing More | - Memphis May Fire 3 - Redlight King - Twelve Foot Ninja - Gemini Syndrome |

## 2015
| 2. Mai                                                                                 | |                                                                         |                                                                            |
| Monster Energy Carolina Stage                                                          | Monster Energy Rebellion Stage                                                                      | ReverbNation Stage                                                      | Jägermeister Stage                                                         |
| - Marilyn Manson - Rise Against - Chevelle - Scott Weiland & The Wildabouts - Nonpoint | - Korn - Sammy Hagar & The Circle - Papa Roach - Hollywood Undead 4 - Of Mice & Men - We Are Harlot | - Cheap Trick - Jackyl - Stars in Stereo - Islander - ReverbNation Band | - Motionless in White - Periphery - Beartooth - Sons of Texas - Lola Black |

| 3. Mai                                                                                              |                                                                                |                                                          |                                              |
| Monster Energy Carolina Stage                                                                       | Monster Energy Rebellion Stage                                                 | ReverbNation Stage                                       | Jägermeister Stage                           |
| - Godsmack - Slash feat. Myles Kennedy & The Conspirators - Halestorm - In This Moment - Young Guns | - Slipknot - Slayer - Breaking Benjamin - The Pretty Reckless - Butcher Babies | - Queensrÿche - Suicidal Tendencies - Testament - Exodus | - In Flames - Tremonti - Hatebreed - Starset |

## 2016
| 6. Mai                                                                      |                                                                       |                                                                        | |
| Monster Energy Carolina Stage                                               | Monster Energy Rebellion Stage                                        | Black Stage                                                            | Gold Stage                                                                                            |
| - Lynyrd Skynyrd - Sixx:A.M. - Pop Evil - Black Stone Cherry - Sick Puppies | - Scorpions - 3 Doors Down - Hellyeah - Avatar - Lacey Sturm - Aranda | - Collective Soul - Filter - Candlebox - Big Jesus - The Glorious Sons | - Between the Buried and Me - Escape the Fate - New Years Day - From Ashes to New - Stitched Up Heart |

| 7. Mai                                                                 |                                                                                                  |                                                                                  |                                                                    |
| Monster Energy Carolina Stage                                          | Monster Energy Rebellion Stage                                                                   | Black Stage                                                                      | Gold Stage                                                         |
| - Five Finger Death Punch - Megadeth - Anthrax - P.O.D. - Saint Asonia | - Shinedown - A Day to Remember - Bullet for My Valentine - Sevendust - Trivium - Red Sun Rising | - Lamb of God - Ghost - Parkway Drive - Audiotopsy - Andrew Watt - Monster Truck | - Clutch - The Sword - Texas Hippie Coalition - Wilson - Cane Hill |

| 8. Mai                                                                   |                                                                                 |                                                                         |                                                                                  |
| Monster Energy Carolina Stage                                            | Monster Energy Rebellion Stage                                                  | Black Stage                                                             | Gold Stage                                                                       |
| - Rob Zombie - Deftones - Cypress Hill - Yelawolf - Thousand Foot Krutch | - Disturbed - Bring Me the Horizon - Pennywise - The Struts - Hands Like Houses | - Alice Cooper - Babymetal - Enter Shikari - Royal Thunder - The Shrine | - Asking Alexandria - August Burns Red - Code Orange - Unlocking the Truth - ’68 |

## 2017
| 5. Mai                                                                                             |                                                                                  |                                                       |                                                                 |
| Monster Energy Carolina Stage                                                                      | Monster Energy Rebellion Stage                                                   | Black Stage                                           | Gold Stage                                                      |
| - Soundgarden - Mastodon - Pierce the Veil - Of Mice & Men - The Dillinger Escape Plan - Black Map | - A Perfect Circle - The Cult - Highly Suspect - Eagles of Death Metal - Starset | - Opeth - Amon Amarth - Volumes - Wage War - As Lions | - Gojira - Every Time I Die - Radkey - Dorothy - Mother Feather |

| 6. Mai                                                                           |                                                                                 |                                                    | |
| Monster Energy Carolina Stage                                                    | Monster Energy Rebellion Stage                                                  | Black Stage                                        | Gold Stage                                                                                           |
| - Def Leppard - Tesla - Alter Bridge - Rival Sons - All That Remains - I Prevail | - Korn - Chevelle - The Pretty Reckless - In This Moment - Nothing More - Aeges | - Sum 41 - Dinosaur Pile-Up - Royal Republic - Ded | - In Flames - The Amity Affliction - Frank Carter & The Rattlesnakes - Badflower - Cover Your Tracks |

| 7. Mai                                                                 |                                                                     |                                                                  |                                                                                       |
| Monster Energy Carolina Stage                                          | Monster Energy Rebellion Stage                                      | Black Stage                                                      | Gold Stage                                                                            |
| - Avenged Sevenfold - Volbeat - Three Days Grace - Skillet - Beartooth | - The Offspring - Papa Roach - Seether - Motionless in White - Kyng | - Coheed and Cambria - Taking Back Sunday - Sylar - Citizen Zero | - Falling in Reverse - Fozzy - Fire from the Gods - Goodbye June - The Charm the Fury |

## 2018
| 4. Mai                                                                               |                                                                        |                                                           |                                                                                       |
| Monster Energy Carolina Stage                                                        | Monster Energy Rebellion Stage                                         | Black Stage                                               | Gold Stage                                                                            |
| - Alice in Chains - Stone Sour - Bullet for My Valentine - Pop Evil - Red Sun Rising | - Shinedown - Stone Temple Pilots - Parkway Drive - Sevendust - Avatar | - Underoath - Tremonti - Power Trip - He Is Legend - Dube | - Andrew W.K. - Texas Hippie Coalition - Stick to Your Guns - Counterfeit - The Wild! |

| 5. Mai                                                                       |                                                                                                   |                                                                                      |                                                                            |
| Monster Energy Carolina Stage                                                | Monster Energy Rebellion Stage                                                                    | Black Stage                                                                          | Gold Stage                                                                 |
| - Godsmack - Breaking Benjamin - In This Moment - Trivium - Shaman’s Harvest | - Five Finger Death Punch - Halestorm - Black Veil Brides - Asking Alexandria - From Ashes to New | - The Used - Butcher Babies - New Years Day - Them Evils - Palaye Royale - Big Story | - Hatebreed - Emmure - Joyous Wolf - Toothgrinder - Bad Wolves - Palisades |

| 6. Mai                                                      |                                                                      |                                                                   |                                                                       |
| Monster Energy Carolina Stage                               | Monster Energy Rebellion Stage                                       | Black Stage                                                       | Gold Stage                                                            |
| - Muse - Incubus - The Struts - Greta Van Fleet - The Bronx | - Queens of the Stone Age - Billy Idol - Clutch - Thrice - Quicksand | - Baroness - The Sword - Code Orange - Jelly Roll - Spirit Animal | - Red Fang - The Fever 333 - The Blue Stones - Mutoid Man - Cane Hill |